# Ясополь
Ясополь (укр. Ясопіль) — село, входит в Чудновский район Житомирской области Украины.
Население по переписи 2001 года составляло 20 человек. Почтовый индекс — 13260. Телефонный код — 4139. Занимает площадь 0,256 км². Код КОАТУУ — 1825887802.
18 марта 2010 г. преобразовано из посёлка в село.

## Местный совет
132600, Житомирская обл., Чудновский р-н, с. Троща, ул. Чудновская, 64